# Eleutherodactylus cattus
Eleutherodactylus cattus é uma espécie de anfíbio anuro da família Eleutherodactylidae. O seu estado de conservação ainda não foi avaliado pela Lista Vermelha da UICN. Está presente em Cuba.